# Nationalpark Babia Góra
Der Nationalpark Babia Góra (polnisch: Babiogórski Park Narodowy; deutsch übersetzt Nationalpark Weiberberg) ist einer von 23 Nationalparks in Polen. Er befindet sich südwestlich von Krakau an der Grenze zur Slowakei. Der Nationalpark hat seinen Sitz in dem Dorf Zawoja. Der Park umfasst die nördliche und südliche Seite des Massivs Babia Góra mit dem höchsten Berg des Gebirgszuges Beskid Żywiecki, dem Diablak (1725 m ü.dM.). Auf der slowakischen Seite befindet sich ebenfalls ein Naturschutzgebiet namens „Babia Hora“.

## Geschichte
Der Nationalpark Babia Góra wurde am 30. Oktober 1954 gegründet. Im Jahre 1977 wurde der Nationalpark Babia Góra von der UNESCO zu einem Biosphärenreservat erklärt und in das Programm Mensch und Biosphäre (Man and Biosphere – MAB) einbezogen.

## Flora
Das Babia Góra-Massiv weist eine stufig strukturierte Bergvegetation auf. Der Nationalpark bietet mehr als 500 Pflanzenarten eine Heimat, darunter sind über 200 verschiedene Moose und Flechten. Eine Seltenheit ist das hier wachsende Engelwurz-Laserkraut, welches sich auch im Parklogo wiederfindet, und das Alpen-Hornkraut. Beide Pflanzen sind in Polen ausschließlich hier zu finden.
In der unteren Hochwaldzone (700–1150 m ü.dM.) dominiert ein Buchenwald, in dem Bäume eine Höhe von bis zu 40 m und einen Umfang von über 350 cm erreichen. Die Besonderheit dieser Wälder besteht darin, dass es sich bei ihnen um Urwälder handelt, die nie wirtschaftlich genutzt worden sind. In der oberen Hochwaldzone (1150–1350 m ü.dM.) herrschen hohe, schmale Fichten vor. In dem Bereich über dem oberen Hochwald befindet sich eine Pflanzengemeinschaft von Zwergkiefern mit einer Mischung aus Ebereschen und Kräutergewächsen.

## Fauna
Zur Tierwelt des Nationalparks gehören 127 Vogelarten, von denen über 100 auch im Park brüten.
Eine besondere Bedeutung hat der Park dadurch, dass er Lebensraum für gleich drei Arten Raufußhühner bietet, nämlich für das Auerhuhn, das Birkhuhn und das Haselhuhn. Die Spechte sind mit den Arten Dreizehenspecht, Grünspecht, Buntspecht, Schwarzspecht und Weißrückenspecht vertreten. Auch sechs Eulenarten (Habichtskauz, Sperlingskauz, Raufußkauz, Uhu, Waldkauz und Waldohreule) kommen im Park vor.
Auch etliche Säugetiere sind hier beheimatet. Neben zahlreichen Hirschen leben auch Luchse, Wölfe und Bären sowie kleine Waldnagetiere wie Siebenschläfer, Haselmäuse und Gartenschläfer hier.

## Tourismus
Der Nationalpark ist besonders bei Polen aus Krakau und Kattowitz als Wochenendausflugsziel beliebt. Man erkundet ihn am besten von Zawoja aus. Hier finden sich auch zahlreiche Übernachtungsmöglichkeiten. Von Krakau fahren stündlich Busse nach Zawoja.

## Besonderheiten
Im gesamten Nationalparkgebiet besteht totales Hundeverbot.